# 塩森俊修
塩森 俊修 (しおもり としのぶ、1960年4月24日 - ) は、東京都大田区出身の元オートバイ・ロードレーサー。1988年の全日本ロードレース選手権TT-F3クラスチャンピオン。
エントリー名を 塩森 俊伸 としていた時期もある (1989年より)。

## 経歴
小学生のころから早くオートバイに乗りたいと思っていた少年時代を経て、16歳になると運転免許を取得。レースにも出たが、体制が整わず休止する。7年後、実家近くのオートバイショップのチームからロードレースに再デビューすることになるが、そのショップとはヤマハモトクロスで有名な鈴木忠男の店「SP忠男・羽田店」であり、塩森は以後SP忠男のトレードマークである「目玉ヘルメット」を着用して筑波選手権ニュープロ（NP-IIクラス）などで経験を積み、筑波サーキットを得意とした。
1984年、全日本ロードレース選手権のノービスクラスにヤマハ・TZ250で参戦すると、筑波では国際B級やA級のポールポジションタイムより速いタイムを刻むなど、「ノービスでは規格外の存在」や「スーパーノービス」と呼ばれ注目を集める。全日本戦終了後のシーズン末に開催された筑波フェスティバルでは、直接国際A級とB級の選手に混ざって250ccクラスを走る機会があったが、A級250ccクラスのトップランカーを抑えてポールポジションを獲得。同年はオートバイ雑誌で度々記事になるなど、レース関係者やファンに塩森の名が知られる年となった。この年のMFJ競技ライセンス制度ではノービスで特筆すべき成績を残した選手に適用される国際A級への飛び級（特別昇格）制度が無く、翌年は国際B級への昇格となった。
1985年はSP忠男より全日本の国際B級250ccクラスとA・B級混走のTT-F3クラスにダブルエントリー。250ではチャンピオンを獲得。TT-F3は国際A級のワークスチームとも混走だったが、特に第9戦筑波ではホンダワークスRVF400に乗るポイントリーダーの山本陽一とトップ争いを演じ、A・B級あわせた総合での2位表彰台（B級優勝）を獲得。前年に引き続きスーパーB級の塩森と報じられる。筑波フェスティバル250ccクラスでは、ノービスだった前年大会に続いてA級ライダーと対等に混ざり上位を走り、3位表彰台を獲得してB級での最終レースを締めくくった。

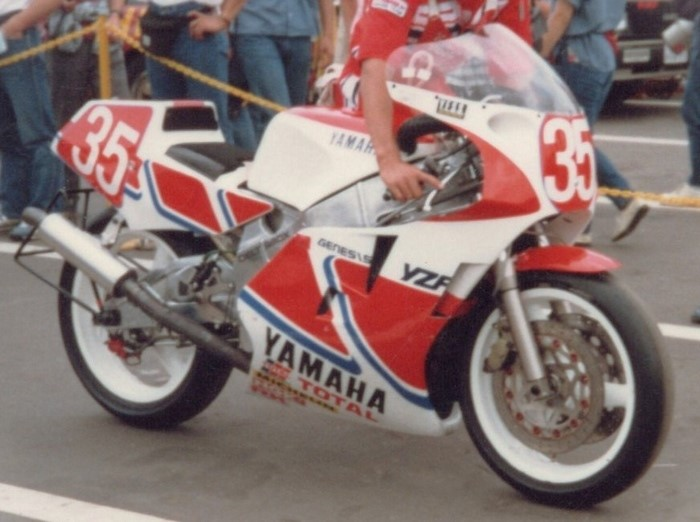
1986年 ヤマハ・YZF400

1986年より国際A級に昇格。エントリーはSP忠男からであったが、ヤマハファクトリー契約ライダーとしてワークスマシンのYZF400でTT-F3クラスに参戦。1年目のA級初優勝は挙げられなかったが、コンスタントに上位でポイントを獲得し、同年と翌1987年の2年連続で全日本ランキング2位に入る。'87年の第6戦鈴鹿ではヨシムラ・スズキGSX-Rの大島行弥を振り切り待望のA級初優勝を挙げ、第10戦菅生でもヨシムラ・スズキの高吉克郎と大島を破り2勝目を挙げた。F3クラスではホンダ・RVF400の黄金期であり、その牙城をヤマハ・YZFで崩すのが使命となっていた。1988年、HRCの田口益充とのタイトル争いに勝ち、A級3シーズン目にしてTT-F3クラスチャンピオンに輝く。3年続いていたホンダ・RVFの連続タイトルを阻止するもので、ヤマハにとっては1984年江崎正以来のF3クラス王座獲得であった。
1989年より発効されたレギュレーション改正により改造範囲が厳しく制限されたことを受け、ヤマハワークスがF3クラスからの撤退を決めたため、全日本250ccへと参戦クラスを異動、B級時代以来4年ぶりとなる2スト250ccマシンに乗ることになった。この年250ccクラスでヤマハファクトリーマシンYZR250に乗るのは前年の250チャンピオン本間利彦とF-3チャンピオン塩森の2人のみであり、メインスポンサーに大手飲料メーカーのキリン「メッツ」が付くなど、ホンダ勢とのタイトル争いに加わる存在として期待された。しかし開幕から予選・決勝とも10位前後の順位が続くなどトップ争いに絡めず、苦戦のシーズンとなった。1990年も同チーム体制で参戦したが、マシンはTZとなり、ヤマハ250のエース格としてタイトルを狙うのはSP忠男の後輩でもあるA級2年目の原田哲也の任務となっていく。塩森にとって同年がフルシーズン参戦最後の年となった。
2000年代以後ロードレースの後進育成に尽力、モータースポーツ専門学校にて講師を務めた。また、2019年には同じく元ヤマハワークスライダーだった片山信二と共に、丸山浩が主催するイベントレースに参戦した。

## 主な戦績

### 全日本ロードレース選手権
| 年     | チーム                 | マシン          | 区分     | クラス | 1       | 2      | 3     | 4       | 5       | 6     | 7      | 8      | 9     | 10      | 11     | 12      | 順位 | ポイント |
| ------ | ---------------------- | --------------- | -------- | ------ | ------- | ------ | ----- | ------- | ------- | ----- | ------ | ------ | ----- | ------- | ------ | ------- | ---- | -------- |
| 1984年 | SP忠男レーシングチーム | ヤマハ・TZ250   | ノービス | 250cc  | TSU 3   | SUG 4  | -     | TSU 1   | SUG 1   | SUZ 1 | TSU 4  | SUG 1  | SUZ 1 | TSU 1   |        |         | 1位  | 144      |
| 1984年 | SP忠男レーシングチーム | ヤマハ          | ノービス | TT-F3  | TSU     | SUG    | SUZ   | TSU     | SUG     | -     | TSU 11 | SUG    | SUZ   | TSU 5   |        |         | 25位 | 16       |
| 1985年 | SP忠男レーシングチーム | ヤマハ・TZ250   | 国際B級  | 250cc  | TSU 1   | SUZ 4  | TSU 7 | SUG 1   | SUZ 10  | TSU 1 | SUG 1  | TSU C  | SUG 2 | SUZ 15  |        |         | 1位  | 129      |
| 1985年 | SP忠男レーシングチーム | ヤマハ・RZ250R  | 国際B級  | TT-F3  | TSU 1   | SUZ 3  | TSU 1 | SUG     | SUZ 2   | TSU 1 | SUG    | TSU C  | SUG 4 | SUZ     |        |         | 2位  | 105      |
| 1986年 | SP忠男レーシングチーム | ヤマハ・YZF400  | 国際A級  | TT-F3  | SUG 4   | SUZ 4  | TSU 5 | SUG 2   | TSU Ret | TSU 4 | SUG 3  | SUZ 5  |       |         |        |         | 2位  | 95       |
| 1987年 | SP忠男レーシングチーム | ヤマハ・YZF400  | 国際A級  | TT-F3  | TSU 9   | SUZ -  | SUG 5 | SUZ 1   | SUG 2   | TSU 3 | SUG 1  | SUZ 2  | TSU 3 |         |        |         | 2位  | 125      |
| 1988年 | SP忠男レーシングチーム | ヤマハ・YZF400  | 国際A級  | TT-F3  | SUZ 1   | NIS 2  | SUG 1 | TSU 2   | SEN DNS | SUG 2 | SUG 2  | TSU 1  |       |         |        |         | 1位  | 131      |
| 1989年 | キリンMets・ヤマハ     | ヤマハ・YZR250  | 国際A級  | 250cc  | TSU Ret | SUZ 13 | NIS 2 | SUG Ret | TSU 10  | SUZ 9 | TSU 11 | SUG 14 | SUZ 8 | SEN Ret | SUG 14 | TSU Ret | 11位 | 50       |
| 1990年 | キリンMets・ヤマハ     | ヤマハ・TZ250   | 国際A級  | 250cc  | TSU     | NIS    | SUG   | TSU     | SUZ     | TSU   | SUG 13 | FSW    | SUZ   | SEN     | SUG    | TSU 8   | 22位 | 14       |
| 1992年 | SP忠男レーシングチーム | ヤマハ・FZR750R | 国際A級  | TT-F1  | MIN C   | TSU    | SUG   | SUZ 10  | TSU     | SUZ   | SUG    | FSW    | SUZ   | SEN     | SUG    | TSU     | 24位 | 6        |

- 太字はポールポジション、斜字はファステストラップ

### ロードレース世界選手権
| 年     | クラス | 車両   | 1      | 2   | 3   | 4   | 5   | 6   | 7   | 8   | 9   | 10  | 11  | 12  | 13  | 14  | 15  | 順位 | ポイント |
| ------ | ------ | ------ | ------ | --- | --- | --- | --- | --- | --- | --- | --- | --- | --- | --- | --- | --- | --- | ---- | -------- |
| 1989年 | 250cc  | ヤマハ | JPN 7  | AUS | USA | ESP | NAC | GER | AUT | YUG | HOL | BEL | FRA | GBR | SWE | CZE | BRA | 29位 | 9        |
| 1990年 | 250cc  | ヤマハ | JPN 20 | USA | ESP | ITA | GER | AUT | YUG | NED | BEL | FRA | GBR | SWE | CZE | HUN | AUS | NC   | 0        |

### 鈴鹿8時間耐久ロードレース
| 年     | チーム                   | ペアライダー | 車番 | マシン         | 予選順位 | 決勝順位 | 周回数 |
| ------ | ------------------------ | ------------ | ---- | -------------- | -------- | -------- | ------ |
| 1986年 | チームレーシングスポーツ | 平塚庄治     | 31   | ヤマハ・YZF750 | 9位      | 4位      | 191    |